# Bye Bye Africa
Bye Bye Africa es un documental de 1999 producido entre Chad y Francia, ópera prima del director chadiano Mahamat Saleh Haroun, quien también lo protagonizó.

## Sinopsis
Un director de cine chadiano que vive y trabaja en Francia (Haroun) regresa a casa tras la muerte de su madre. Está conmocionado por el degradado estado del país y del cine nacional. Ante el escepticismo de los miembros de su familia sobre la carrera que ha elegido, Haroun intenta defenderse citando a Jean-Luc Godard: "El cine crea recuerdos".
El cineasta decide hacer una película dedicada a su madre titulada Bye Bye Africa pero inmediatamente se encuentra con grandes problemas. Los cines han cerrado y la financiación es imposible de asegurar. Haroun se reúne con una antigua novia (Yelena), quien fue rechazada por los chadianos que no podían distinguir entre el cine y la realidad después de aparecer en una de sus anteriores películas como víctima del VIH. Haroun se entera de la destrucción del cine africano a través de directores de países vecinos, pero al mismo tiempo se entera de que el director Issa Serge Coelo se encuentra rodando su primera película, Daresalam. Desesperado por la situación, Haroun se marcha de su país dejando su cámara a un joven aprendiz.

## Reparto

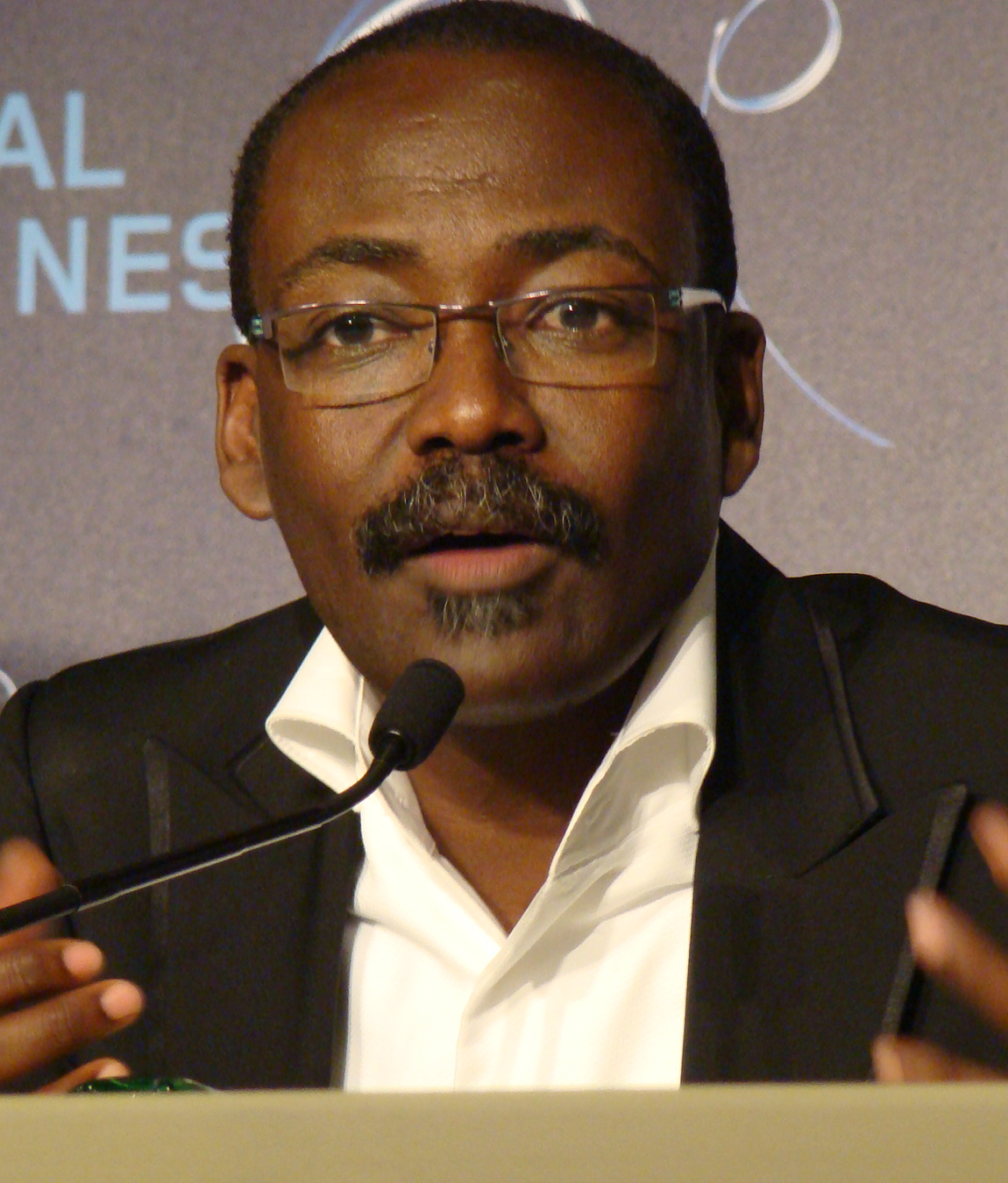
Mahamet Saleh Haroun dirigió y protagonizó el documental

- Mahamat-Saleh Haroun es Haroun
- Garba Issa es Garba
- Aïcha Yelena es Isabelle
- Abakar Mahamat-Saleh es Ali
- Issa Serge Coelo es Serge

## Premios y reconocimientos
- 1999 - Festival Internacional de Cine de Amiens: Mención especial
- 2000 - Festival Internacional de Cine de Kerala: Premio FIPRESCI
- 1999 - Festival Internacional de Cine de Venecia: Premio CinemAvvenire

Fuente: